# Jacobus Revius

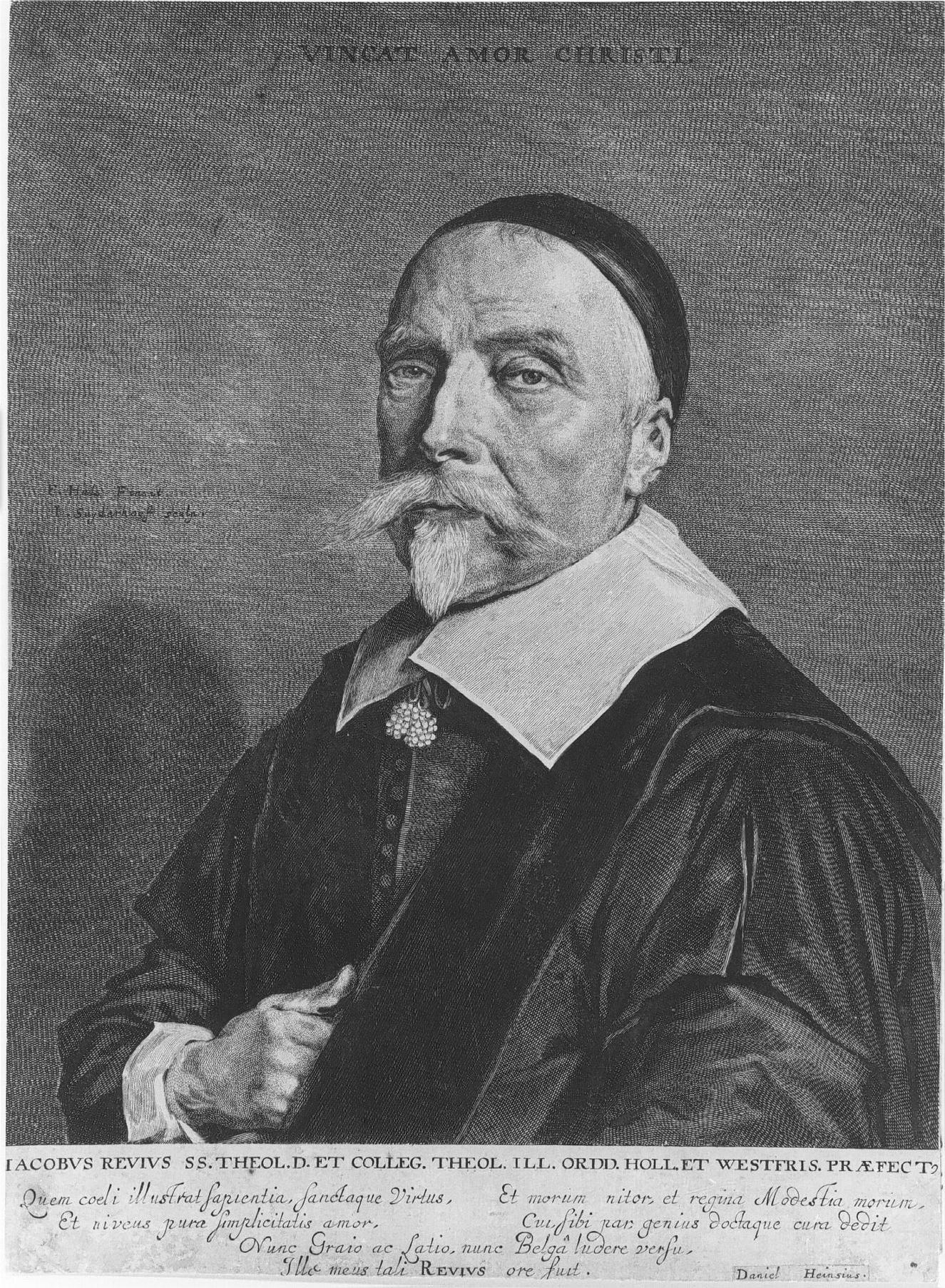
Gravure van Revius op basis van een verloren gegaan schilderij van Frans Hals

Jacobus Revius (Jacob Reefsen(i)us) (Deventer, november 1586 - Leiden, 15 november 1658), was een Nederlands predikant, dichter, vertaler en (kerk)historicus. Hij organiseerde de oprichting van het Deventer Athenaeum Illustre en bewaakte de strikt calvinistische identiteit ervan. Revius publiceerde overwegend Nederlandstalig werk.

## Biografie
Jacob Reefsen werd als burgemeesterszoon geboren in Deventer. Zijn ouders waren Ryck Reefsen en Cornelia Heynck. Toen de Spanjaarden de stad na het Beleg van Deventer in 1591 overmeesterden, verhuisde hij met zijn vader en moeder naar Amsterdam waar hij verder opgroeide. Hij studeerde theologie in Leiden (1604-1607) en Franeker (1607-1610), waarna hij nog een studiereis in Frankrijk maakte (1610-1612). Hier maakte hij kennis met de renaissance-poëzie die grote invloed zou hebben op zijn eigen dichtwerk.
Na korte benoemingen als predikant in Zeddam, Winterswijk en Aalten was hij van 1614 tot 1641 predikant in zijn geboortestad Deventer, die ook zijn studie had betaald. Revius woonde op de Stromarkt in het Badenhuis, samen met zijn vrouw Christina Augustinus en hun kinderen. Naast rector van het Athenaeum Illustre was hij bibliothecaris van de Athenaeumbibliotheek. In deze periode werkte hij mee aan de Statenvertaling en publiceerde hij zijn voornaamste gedichtenbundel, de Over-ysselsche Sangen en Dichten (1630), die een hoogtepunt van de Nederlandse barok vormt.
Eind 1641 werd hij regent van het Statencollege in Leiden. Dit was een internaat voor theologiestudenten die met een beurs studeerden. De taak van de regent was, naast het verzorgen van colleges, het houden van toezicht op de studenten zowel wat betreft hun studievorderingen als wat betreft hun persoonlijk leven. Zijn verhuizing naar Leiden plaatst hem in het hart van het theologisch en filosofisch debat van zijn tijd. In deze periode schreef Revius minder poëzie. Wel publiceerde hij een zesdelig werk over de geschiedenis van Deventer, Daventria illustrata (1651), en polemiseerde hij heftig met zijn sub-regent Adriaan Heereboord over de in zijn ogen verderfelijke filosofie van René Descartes.
Jacobus Revius is een van de weinige 17e-eeuwse dichters wier werk ook nu nog gelezen en gezongen wordt. In het Liedboek voor de Kerken zijn in gemoderniseerde spelling 7 gedichten van hem opgenomen. Zijn bekendste gedicht is het sonnet Hy droegh onse smerten, met de navrante eerste regel: "'t En sijn de Joden niet, Heer Jesu, die u cruysten".
In veel plaatsen zijn straten naar de dichter genoemd.

## Verdere werken
- Suarez repurgatus sive syllabus Disputationum metaphysicarum, Lugduni, 1648
- Methodi Cartesianæ consideratio theologica, Lugduni, 1648
- Statera philosophiae Cartesianae, Lugduni, 1650